# NGC 2759
NGC 2759 é uma galáxia elíptica (E-S0) localizada na direcção da constelação de Lynx. Possui uma declinação de +37° 37' 17" e uma ascensão recta de 9 horas, 08 minutos e 37,2 segundos.
A galáxia NGC 2759 foi descoberta em 20 de Março de 1787 por William Herschel.